# 1. liga 2021-2022
La 1. liga 2021-2022, conosciuta anche come Fortuna liga per ragioni di sponsorizzazione, è stata la 29ª edizione del massimo campionato ceco di calcio, iniziata il 24 luglio 2021 e terminata il 15 maggio 2022. Lo Slavia Praga era la squadra campione in carica. Il Viktoria Plzeň si è laureato campione per la sesta volta nella propria storia.

## Stagione

### Novità
Dalla stagione precedente sono retrocesse Zbrojovka Brno, Příbram e Opava, mentre dalla 2. liga è stato promosso solamente il Hradec Králové, primo classificato; quindi per questa stagione il numero di partecipanti è stato ridotto da 18 a 16, ristabilendo così la seconda fase.

### Formula
Le 16 squadre partecipanti si affrontano in gironi di andata-ritorno per un totale di 30 giornate, che costituiscono la stagione regolare. Al termine della stagione regolare le prime sei squadre classificate si qualificano per i play-off scudetto, le squadre classificate dal 7º al 10º posto si qualificano per i play-off di metà classifica e, infine, le squadre dall'11º al 16º si qualificano per i play-out.

Al termine della stagione la squadra campione si qualifica per il secondo turno di qualificazione della UEFA Champions League 2022-2023, mentre la seconda e la terza classificate si qualificano per il secondo turno di qualificazione della UEFA Europa Conference League 2022-2023.

Per quanto riguarda i play-out, l'ultima classificata retrocede in 2. Liga mentre penultima e terz'ultima affrontano la seconda e terza classificate della 2. Liga, per mantenere la categoria.

## Squadre partecipanti
| Club               | Città              | Stadio                           | Stagione precedente            |
| ------------------ | ------------------ | -------------------------------- | ------------------------------ |
| Baník Ostrava      | Ostrava            | Stadio Municipale                | 8º posto in 1. liga            |
| Bohemians 1905     | Praga              | Stadio Ďolíček                   | 10º posto in 1. liga           |
| Dyn. Č. Budějovice | České Budějovice   | Stadio Střelecký ostrov          | 13º posto in 1. liga           |
| Trinity Zlín       | Zlín               | Stadio Letná                     | 14º posto in 1. liga           |
| Hradec Králové     | Hradec Králové     | Stadio Municipale Mladá Boleslav | 1º posto in 2. liga            |
| Jablonec           | Jablonec nad Nisou | Stadion Střelnice                | 3º posto in 1. liga            |
| Karviná            | Karviná            | Stadio Municipale                | 12º posto in 1. liga           |
| Mladá Boleslav     | Mladá Boleslav     | Stadio Municipale                | 11º posto in 1. liga           |
| Pardubice          | Pardubice          | Stadio Ďolíček (Praga)           | 7º posto in 1. liga            |
| Sigma Olomouc      | Olomouc            | Andrův stadion                   | 9º posto in 1. liga            |
| Slavia Praga       | Praga              | Sinobo Stadium                   | Campione della Repubblica Ceca |
| Slovácko           | Uherské Hradiště   | Stadio Miroslav Valenty          | 4º posto in 1. liga            |
| Slovan Liberec     | Liberec            | Stadion u Nisy                   | 6º posto in 1. liga            |
| Sparta Praga       | Praga              | Generali Arena                   | 2º posto in 1. liga            |
| Teplice            | Teplice            | Na Stínadlech                    | 15º posto in 1. liga           |
| Viktoria Plzeň     | Plzeň              | Doosan Arena                     | 5º posto in 1. liga            |

## Allenatori
| Club               | Allenatore                                      |
| ------------------ | ----------------------------------------------- |
| Baník Ostrava      | Ondřej Smetana                                  |
| Bohemians 1905     | Martin Hašek (1ª-22ª) Jaroslav Veselý (23ª-35ª) |
| Dyn. Č. Budějovice | David Horejš                                    |
| Fastav Zlín        | Jan Jelinek                                     |
| Hradec Králové     | Miroslav Koubek                                 |
| Jablonec           | Petr Rada                                       |
| Karviná            | Jozef Weber (1ª-10ª) Bohumil Páník (11ª-35ª)    |
| Mladá Boleslav     | Karel Jarolím (1ª-22ª) Pavel Hoftych (23ª-35ª)  |
| Pardubice          | Jiří Krejčí                                     |
| Sigma Olomouc      | Václav Jílek                                    |
| Slavia Praga       | Jindřich Trpišovský                             |
| Slovácko           | Martin Svědík                                   |
| Slovan Liberec     | Pavel Hoftych (1ª-5ª) Luboš Kozel (6ª-35ª)      |
| Sparta Praga       | Pavel Vrba                                      |
| Teplice            | Radim Kučera (1ª-9ª) Jiří Jarošík (10ª-35ª)     |
| Viktoria Plzeň     | Michal Bílek                                    |

## Stagione regolare

### Classifica finale
|  | Pos. | Squadra            | Pt | G  | V  | N  | P  | GF | GS | DR  |
|  | ---- | ------------------ | -- | -- | -- | -- | -- | -- | -- | --- |
|  | 1.   | Slavia Praga       | 73 | 30 | 23 | 4  | 3  | 71 | 19 | +52 |
|  | 2.   | Viktoria Plzeň     | 72 | 30 | 22 | 6  | 2  | 53 | 19 | +34 |
|  | 3.   | Sparta Praga       | 66 | 30 | 20 | 6  | 4  | 65 | 32 | +33 |
|  | 4.   | Slovácko           | 59 | 30 | 18 | 5  | 7  | 50 | 30 | +20 |
|  | 5.   | Baník Ostrava      | 51 | 30 | 14 | 9  | 7  | 54 | 39 | +15 |
|  | 6.   | Hradec Králové     | 40 | 30 | 9  | 13 | 8  | 38 | 40 | -2  |
|  | 7.   | Mladá Boleslav     | 38 | 30 | 11 | 5  | 14 | 45 | 48 | -3  |
|  | 8.   | Slovan Liberec     | 37 | 30 | 10 | 7  | 13 | 29 | 38 | -9  |
|  | 9.   | Sigma Olomouc      | 37 | 30 | 9  | 10 | 11 | 39 | 37 | +2  |
|  | 10.  | Dyn. Č. Budějovice | 36 | 30 | 9  | 9  | 12 | 40 | 46 | -6  |
|  | 11.  | Trinity Zlín       | 30 | 30 | 8  | 6  | 16 | 36 | 53 | -17 |
|  | 12.  | Teplice            | 27 | 30 | 8  | 3  | 19 | 29 | 49 | -20 |
|  | 13.  | Jablonec           | 26 | 30 | 4  | 14 | 12 | 22 | 45 | -23 |
|  | 14.  | Bohemians 1905     | 26 | 30 | 6  | 8  | 16 | 34 | 56 | -22 |
|  | 15.  | Pardubice          | 24 | 30 | 5  | 9  | 16 | 35 | 67 | -32 |
|  | 16.  | Karviná            | 17 | 30 | 3  | 8  | 19 | 30 | 52 | -22 |

Legenda:
      Ammesse ai Play-off scudetto.
      Ammesse ai Play-off intermedi.
      Ammesse ai Play-out.
Note:
Tre punti per la vittoria, uno per il pareggio, zero per la sconfitta.

### Risultati

#### Tabellone
|                    | Ban  | Boh  | DCB  | FZl  | HKr  | Jab  | Kar  | MBo  | Par  | Sig  | Sla  | Svk  | SLi  | SPr  | Tep  | VPl  |
| ------------------ | ---- | ---- | ---- | ---- | ---- | ---- | ---- | ---- | ---- | ---- | ---- | ---- | ---- | ---- | ---- | ---- |
| Baník Ostrava      | –––– | 4-1  | 4-1  | 5-1  | 0-0  | 1-0  | 1-3  | 1-0  | 3-1  | 1-0  | 3-3  | 1-2  | 1-1  | 2-2  | 2-4  | 2-2  |
| Bohemians 1905     | 0-2  | –––– | 3-1  | 1-0  | 1-1  | 1-2  | 3-0  | 2-2  | 1-2  | 2-0  | 1-5  | 1-2  | 0-0  | 1-1  | 4-2  | 1-2  |
| Dyn. Č. Budějovice | 1-3  | 2-1  | –––– | 2-2  | 0-1  | 2-0  | 3-1  | 2-1  | 3-1  | 2-1  | 2-2  | 3-2  | 1-0  | 0-0  | 1-0  | 0-1  |
| Fastav Zlín        | 2-2  | 1-3  | 2-0  | –––– | 2-3  | 0-0  | 2-1  | 1-2  | 4-1  | 1-4  | 0-1  | 1-0  | 2-0  | 2-5  | 3-0  | 1-2  |
| Hradec Králové     | 1-1  | 1-1  | 2-2  | 2-1  | –––– | 2-2  | 1-0  | 2-2  | 2-0  | 3-0  | 1-5  | 2-2  | 1-1  | 0-1  | 3-0  | 1-0  |
| Jablonec           | 1-0  | 2-2  | 2-2  | 1-1  | 1-1  | –––– | 1-0  | 0-1  | 1-1  | 1-0  | 1-2  | 1-1  | 0-1  | 1-1  | 0-2  | 0-0  |
| Karviná            | 1-2  | 1-1  | 2-2  | 2-3  | 1-1  | 1-1  | –––– | 0-1  | 3-2  | 1-2  | 3-3  | 2-2  | 1-2  | 1-2  | 1-1  | 0-1  |
| Mladá Boleslav     | 2-3  | 4-1  | 2-0  | 1-0  | 3-2  | 3-0  | 1-0  | –––– | 2-3  | 3-3  | 0-2  | 3-5  | 3-3  | 0-3  | 3-1  | 0-2  |
| Pardubice          | 0-3  | 3-0  | 3-3  | 0-0  | 0-0  | 1-1  | 2-2  | 1-1  | –––– | 1-5  | 0-5  | 0-0  | 2-2  | 2-4  | 2-0  | 0-1  |
| Sigma Olomouc      | 1-1  | 0-0  | 3-3  | 1-1  | 2-2  | 4-0  | 2-0  | 2-1  | 3-2  | –––– | 0-1  | 0-3  | 1-0  | 2-0  | 0-0  | 1-1  |
| Slavia Praga       | 4-0  | 1-0  | 1-0  | 3-0  | 4-1  | 5-0  | 0-1  | 2-0  | 4-0  | 1-0  | –––– | 2-1  | 3-1  | 2-0  | 3-0  | 2-0  |
| Slovácko           | 0-0  | 1-0  | 1-0  | 3-0  | 1-0  | 2-1  | 3-1  | 2-1  | 2-1  | 1-0  | 0-1  | –––– | 2-0  | 4-0  | 3-2  | 1-2  |
| Slovan Liberec     | 0-2  | 2-1  | 0-0  | 0-1  | 1-0  | 1-1  | 2-1  | 2-1  | 4-1  | 2-0  | 1-0  | 0-1  | –––– | 0-5  | 0-1  | 0-1  |
| Sparta Praga       | 2-1  | 5-1  | 1-0  | 2-0  | 4-0  | 1-1  | 2-0  | 1-0  | 3-1  | 3-2  | 1-0  | 3-1  | 2-1  | –––– | 4-2  | 2-2  |
| Teplice            | 1-2  | 1-0  | 2-1  | 4-1  | 1-2  | 1-0  | 1-0  | 0-1  | 1-2  | 0-0  | 1-3  | 0-1  | 1-2  | 0-3  | –––– | 0-1  |
| Viktoria Plzeň     | 2-1  | 6-0  | 2-1  | 2-1  | 1-0  | 5-0  | 2-0  | 2-1  | 4-0  | 0-0  | 1-1  | 2-1  | 2-0  | 3-2  | 1-0  | –––– |

## Play-off scudetto

### Classifica finale
Le squadre mantengono i punti conquistati nella stagione regolare.{| class="wikitable sortable" style="text-align: center; font-size: 90%;"
! width="7%" |
! width="7%" |Pos.
! width="27%" |Squadra
! width="10%" |Pt
! width="7%" |G
! width="7%" |V
! width="7%" |N
! width="7%" |P
! width="7%" |GF
! width="7%" |GS
! width="7%" |DR
|- style="background:#99CBFF;"
|  ||1.|| style="text-align:left;" | Viktoria Plzeň
|85|| 35|| 26|| 7|| 2|| 63|| 21||+42
|- style="background-color:#FFFFBB
| ||2.|| style="text-align:left;" | Slavia Praga
|78|| 35|| 24|| 6|| 5|| 80|| 27||+53
|- style="background-color:#FFFFBB
| ||3.|| style="text-align:left;" | Sparta Praga
|73|| 35|| 22|| 7|| 6|| 72|| 40||+32
|- style="background-color:#B0FFB0
|  ||4.|| style="text-align:left;" | Slovácko
|68|| 35|| 21|| 5|| 9|| 59|| 38||+21
|- 
| ||5.|| style="text-align:left;" | Baník Ostrava
|55|| 35|| 15|| 10|| 10|| 60|| 48||+12
|- 
| ||6.|| style="text-align:left;" | Hradec Králové
|44|| 35|| 10|| 14|| 11|| 44|| 52||-8
|}
Legenda:

      Campione della Repubblica Ceca e ammessa alla UEFA Champions League 2022-2023
      Ammessa alla UEFA Europa League 2022-2023
      Ammessa alla UEFA Europa Conference League 2022-2023
Note:

Tre punti per la vittoria, uno per il pareggio, zero per la sconfitta.

### Risultati
|                | Ban  | HKr  | Sla  | Svk  | SPr  | VPl  |
| -------------- | ---- | ---- | ---- | ---- | ---- | ---- |
| Baník Ostrava  | –––– | 3-1  | 1-1  |      |      |      |
| Hradec Králové |      | –––– | 4-3  |      |      | 0-2  |
| Slavia Praga   |      |      | –––– | 3-0  | 1-2  | 1-1  |
| Slovácko       | 3-1  | 3-0  |      | –––– |      |      |
| Sparta Praga   | 3-1  | 1-1  |      | 1-2  | –––– |      |
| Viktoria Plzeň | 1-0  |      |      | 3-1  | 3-0  | –––– |

## Play-off intermedi

### Semifinali
|                    | Risultati |                    | Luogo e data                     |
| ------------------ | --------- | ------------------ | -------------------------------- |
| Dyn. Č. Budějovice | 2 - 3     | Mladá Boleslav     | České Budějovice, 24 aprile 2022 |
| Mladá Boleslav     | 1 - 0     | Dyn. Č. Budějovice | Mladá Boleslav, 30 aprile 2022   |
|                    |           |                    |                                  |
| Sigma Olomouc      | 1 - 0     | Slovan Liberec     | Olomouc, 24 aprile 2022          |
| Slovan Liberec     | 0 - 2     | Sigma Olomouc      | Liberec, 30 aprile 2022          |
|                    |           |                    |                                  |

### Finale
|                | Risultati |                | Luogo e data                   |
| -------------- | --------- | -------------- | ------------------------------ |
| Sigma Olomouc  | 1 - 2     | Mladá Boleslav | Olomouc, 6 maggio 2022         |
| Mladá Boleslav | 2 - 2     | Sigma Olomouc  | Mladá Boleslav, 13 maggio 2022 |
|                |           |                |                                |

## Play-out

### Classifica finale
Le squadre mantengono i punti conquistati nella stagione regolare.{| class="wikitable sortable" style="text-align: center; font-size: 90%;"
! width="7%" |
! width="7%" |Pos.
! width="27%" |Squadra
! width="10%" |Pt
! width="7%" |G
! width="7%" |V
! width="7%" |N
! width="7%" |P
! width="7%" |GF
! width="7%" |GS
! width="7%" |DR
|- 
| ||11.|| style="text-align:left;" | Pardubice
|37 || 35|| 9|| 10|| 16|| 42|| 68||-26
|- 
| ||12.|| style="text-align:left;" | Trinity Zlín 
|36 || 35|| 9|| 9|| 17|| 43|| 60||-17
|- 
| ||13.|| style="text-align:left;" | Jablonec
|34 || 35|| 6|| 16|| 13|| 27|| 48||-21
|-
|  ||14.|| style="text-align:left;" | Bohemians 1905
|34 || 35|| 8|| 10|| 17|| 45|| 61||-16
|- 
|  ||15.|| style="text-align:left;" | Teplice
|29 || 35|| 8|| 5|| 22|| 33|| 59||-26
|- style="background:#FFCCCC;"
|  ||16.|| style="text-align:left;" | Karviná
|19 || 35|| 3|| 10|| 22|| 33|| 63||-30
|}
Legenda:

 Ammessa allo spareggio promozione/retrocessione
      Retrocessa in Druhá liga 2022-2023
Note:

Tre punti a vittoria, uno a pareggio, zero a sconfitta.

### Risultati
|                | Boh  | FZl  | Jab  | Kar  | Par  | Tep  |
| -------------- | ---- | ---- | ---- | ---- | ---- | ---- |
| Bohemians 1905 | –––– |      |      | 4-0  | 0-1  |      |
| Fastav Zlín    | 1-4  | –––– | 1-1  |      |      | 3-0  |
| Jablonec       | 1-1  |      | –––– | 2-0  | 0-1  |      |
| Karviná        |      | 1-1  |      | –––– |      | 2-2  |
| Pardubice      |      | 1-1  |      | 2-0  | –––– |      |
| Teplice        | 2-2  |      | 0-1  |      | 0-2  | –––– |

## Spareggi promozione/retrocessione
|                | Risultati |                | Luogo e data            |
| -------------- | --------- | -------------- | ----------------------- |
| Opava          | 0 - 1     | Bohemians 1905 | Opava, 19 maggio 2022   |
| Bohemians 1905 | 2 - 0     | Opava          | Praga, 22 maggio 2022   |
|                |           |                |                         |
| Teplice        | 3 - 0     | Graffin Vlašim | Teplice, 19 maggio 2022 |
| Graffin Vlašim | 2 - 2     | Teplice        | Vlasim, 22 maggio 2022  |

## Statistiche

### Classifica marcatori
| Gol |  |  | Giocatore           | Squadra                 |
| --- |  |  | ------------------- | ----------------------- |
| 19  |  |  | Jean-David Beauguel | Viktoria Plzeň          |
| 17  |  |  | Václav Jurečka      | Slovácko                |
| 16  |  |  | Ladislav Almási     | Baník Ostrava           |
| 14  |  |  | Ondřej Lingr        | Slavia Praga            |
| 12  |  |  | Tomáš Čvančara      | Jablonec / Sparta Praga |
| 11  |  |  | Ewerton             | Mladá Boleslav          |
| 11  |  |  | David Puškáč        | Bohemians 1905          |
| 10  |  |  | Ivan Schranz        | Slavia Praga            |
| 10  |  |  | David Douděra       | Mladá Boleslav          |
| 9   |  |  | Jan Kuchta          | Slavia Praga            |
| 9   |  |  | Fortune Bassey      | Dyn. Č. Budějovice      |
| 9   |  |  | Jakub Rada          | Hradec Králové          |
| 9   |  |  | Adam Hložek         | Sparta Praga            |